# يوروري
يوروري ( Arbërisht : Rùri ) هي كومونا في أربيريشي في مقاطعة كمبباسة، في منطقة موليز الإيطالية ، وتقع على بعد حوالي 40 كيلومتر (25 ميل) شمال شرق كمبباسة. تطورت Ururi في مستوطنة أواخر القرن السادس عشر عندما حصل الكابتن العسكري الألباني تيودورو كريشيا على عداء لمبلغ 300 دوكات سنويًا في منطقة خالية من السكان بالقرب من لارينو. حتى عام 1583، أعيد إسكانها بالعديد من العائلات الألبانية.
تقع أوروري على حدود البلديات التالية: لوروين، مونتيريوو نيوفرينتينو، روتيليو، سان مارتينو في بينسيليس.

## مواصلات
يخدم يورونو Ururi محطة سكة حديد ، محطة سكة حديد Ururi-Rotello ، على خط Termoli-Campobasso و Termoli-Venafro .
ومع ذلك ، فقد تم إغلاق المحطة لبضع سنوات وليس بها خدمة نقل الركاب.

## فهرس
- Passarelli، Pasquale، المحرر (1998). Molise ; appendice: Testimonianze sui Sanniti. Istituto enciclopedico italiano. مؤرشف من الأصل في 2022-01-11.